# Crni Rzav
Crni Rzav je rijeka u zapadnoj Srbiji i istočnoj Bosni i Hercegovini
Crni Rzav izvire na Zlatiboru u Srbiji. Za razliku od Bijelog Rzava, Crni Rzav ima tamno korito prema kojem je i dobio ime. Za razliku od Bijelog Rzava koji je poznat po hladnoći vode Crni Rzav je poznat po toploj vodi. U selu Vardište u općini Višegrad se spaja s Bijelim Rzavom čime nastaje Rzav koji se desetak kilometara kasnije uliva u Drinu u Višegradu. Pregrađivanjm rijeke je stvorena akumulacija „Ribnica“, za potrebe vodom Zlatibora i Čajetine. Rijeka je bogata ribom najviše klenom i krkušom.

## Vanjske poveznice
|  | Zajednički poslužitelj ima još gradiva o temi Crni Rzav |